# Sant Pere de Vilamajor
Sant Pere de Vilamajor är en kommun i Spanien.   Den ligger i provinsen Província de Barcelona och regionen Katalonien, i den östra delen av landet, 500 km öster om huvudstaden Madrid. Antalet invånare är 4 276. Arean är 35 kvadratkilometer. Sant Pere de Vilamajor gränsar till Montseny, Fogars de Montclús, Sant Esteve de Palautordera, Santa Maria de Palautordera, Llinars del Vallès, Sant Antoni de Vilamajor och Cànoves i Samalús. 
Terrängen i Sant Pere de Vilamajor är platt åt sydost, men åt nordväst är den kuperad.